# آزادراه ام۸۰

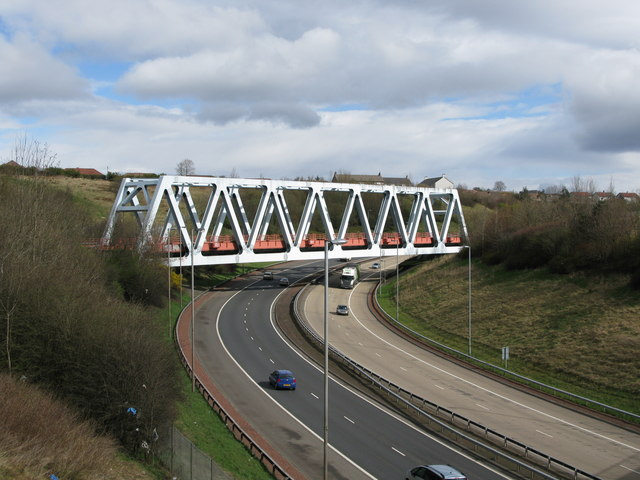
آزادراه ام۸۰

آزادراه ام۸۰ (به انگلیسی: M80 motorway) یک آزادراه در کشور اسکاتلند است.
این آزادراه که از شهر گلاسگو شروع میشود، ۴۰.۲ کیلومتر (۲۵ مایل) مسافت دارد و از شهرهای مهمی مانند استیرلینگ، کامبرنولد و گلاسگو عبور میکند.